# Весільний марш (фільм)
«Весільний марш» (італ. La marcia nuziale) — італійська комедія 1934 року режисера Маріо Боннара з Тулліо Кармінаті, Чезаре Беттаріні та Асією Норіс у головних ролях. Декорацію фільму розробив артдиректор Гастоне Медін. Французька версія під назвою La marche nuptiale з Мадлен Рено також вийшла 1935 року.